# Karla Schramm
Karla Schramm (Los Angeles, 1 de fevereiro de 1891 – Los Angeles, 17 de janeiro de 1980) foi uma atriz estadunidense. Foi a segunda atriz a representar Jane Porter, companheira de Tarzan no cinema.
Apareceu a primeira vez na produção de 1920 A Vingança de Tarzan, contracenando com Gene Pollar no papel de Tarzan. Depois no mesmo ano desempenhou o mesmo papel no seriado The Son of Tarzan, contracenando então com Perce Dempsey Tabler no papel do homem-macaco.
Foi com a atriz Brenda Joyce a única mulher a representar o papel de Jane contracenando com dois diferentes Tarzans.

## Filmografia
- His Majesty, the American (1919) (não creditada)
- A Vingança de Tarzan (1920) - Jane Porter
- The Son of Tarzan (1920) - Jane Porter